# Ito Ogawa
Ito Ogawa (ur. 1973 w Yamagacie) – japońska powieściopisarka i eseistka.

## Życiorys
Urodziła się w 1973 roku w Yamagacie. Zadebiutowała w 2008 roku powieścią Shokudō Katatsumuri, opowiadającą historię Rinko, która powraca do rodzinnej miejscowości, gdzie zakłada restaurację i swoim działaniem wzmacnia lokalne więzi. Książkę przełożono na pięć języków, została także wyróżniona włoską nagrodą Bancarella (2011) francuską nagrodą im. Eugénie Brazier (2013). W 2010 roku powieść doczekała się ekranizacji filmowej.
Autorka przeszło 30 książek, parokrotnie nominowana do japońskiej nagrody księgarzy. Niektóre z jej dzieł zostały zaadaptowane w formie seriali telewizyjnych NHK i programów radiowych.

## Utwory przetłumaczone na jęz. polski
- Kameliowy sklep papierniczy. Alicja Kaniecka (tłum.). Tajfuny, 2023. ISBN 978-83-67034-12-8. Brak numerów stron w książce